# Grozni
|  | Aquest article tracta sobre la capital de Txetxènia. Vegeu-ne altres significats a «Grozni (desambiguació)». |

Grozni (en txetxè: Соьлжа-ГӀала Sölža-Ġala; en rus: Гро́зный), és la capital de la república caucàsica de Txetxènia, a la Federació Russa, així com de l'autoproclamada República Txetxena d'Itxkèria. Els rebels txetxens han anomenat la ciutat Djovkhar Ghaala en honor de Dzokhar Dudáiev. Segons el Cens rus (2002) tenia 210.720 habitants.
Es considera que Aleksei Iermolov va fundar-la el 1918, quan destacaments cosacs establiren l'enclavament militar de Grosnaia, de gran importància durant la invasió russa del Caucas. Durant la primera i la segona guerra de Txetxènia la ciutat va quedar quasi totalment destruïda, però a partir de 2003 es va dur a terme un procés de reconstrucció a gran escala en què gairebé ja no hi ha vestigis d'aquesta destrucció.

## Llocs d'interès
- La Mesquita Akhmat Kadírov, inaugurada l'any 2008.

## Ciutats agermanades
- Polònia - Varsòvia, Polònia (1997)[3]
- Ucraïna - Odessa, Ucraïna
- Turquia - Sivas, Turquia[4]